# Дзета Кассиопеи
Дзета Кассиопеи (ζ Cas / ζ Cassiopeiae) — звезда в созвездии Кассиопеи.
ζ Кассиопеи — бело-голубой, спектрального класса B субгигант видимого блеска в +3.67. Легко может найдена в ясную ночь невооружённым глазом ниже «зигзага» Кассиопеи (при наблюдении с средних широт Северного полушария). Расстояние до звезды составляет примерно 600 световых лет от Земли.
ζ Кассиопеи имеет массу 9 солнечных, радиус в 6 раз превышает радиус Солнца. Возраст звезды — около 20 миллионов лет. Светимость превосходит солнечную в 6400 раз, температура поверхности — около 21000 градусов по Кельвину
ζ Кассиопеи является прототипом класса переменных звёзд класса В, которые имеют название «Слабопульсирующие субгиганты группы В».